# Yasuhito Mori
Yasuhito Mori, född 1952 i Tokyo, är en japansk jazzmusiker.
Han tog civilekonomexamen år 1975 vid Aoyamagakuin University och studerade klassisk kontrabas för Mitsuru Onozaki (NHK Symf.) i sju år. Under hela 1970-talet har han arbetat som jazz- och studiomusiker i Tokyo.
Mori har spelat med många kända japanska jazzmusiker samt utländska musiker som till exempel Anita O’Day.
Han har också arbetat som producent för Yamaha och producerade ca 50 konserter under 1970-talet.
Mori kom till Sverige 1981 och har här arbetat med svenska jazzmusiker i flera konstellationer. Han har bl.a. arbetat med följande grupper/musiker:
- Winduo
- Sonya Hedenbratt
- Svante Thuresson
- Putte Wickman
- Bengt Hallberg

Samt med gästande amerikanska musiker som: 
- George Coleman
- Lee Konitz
- Bob Berg
- Bob Mintzer
- Maria Schneider
- Ken Peplowski
- Horace Perlan
- Art Farmer
- Karin Krog
- Clark Terry
- Georgie Fame

Idag spelar Mori med bl.a. Winduo, Bohuslän Big Band, Anders Persson Trio, Ewan Svensson Trio, Ulf Wakenius Quartet, Lars Jansson Trio och Toots Thielemans Scandinavian Quartet.
Han medverkade i tenorsaxfonisten Stan Getz Quartet med Kenny Barron och Ben Reily under dennes Europaturné sommaren 1989. 
1994 startade Mori en konsertserie som kallas Scandinavian Japan Connection. Den har resulterat i över sexton konsertturnéer både i Japan och Sverige tillsammans med flera svenska och japanska musiker.
I juni 2000 uppträdde han på Carnegie Hall i New York med Putte Wickman.
I juni 2001, under den 10:e konsertturnéen med Scandinavian Japan Connection, spelade Mori på den största jazzklubben i Tokyo, nämligen Body & Soul. Medverkande musiker var Lars Jansson och Anders Kjellberg. Gruppen blev där inspelad och det resulterade i skivan At Ease med Lars Jansson Trio. I augusti 2002 startade Mori etiketten Scandinavian Connection tillsammans med det japanska skivbolaget Spice of Life Inc.
Den första CD:n på SC blev ovannämnda At Ease/Lars Jansson Trio Live in Tokyo. Mori har arbetat som labelproducent för Scandinavian Connection och producerat 14 st CD.
I april 2002 började Mori samarbeta med kulturorganisationen American Voices och har varit i hela världen med bl.a. Toots Thielemans och Mike Del Ferrow.
I januari 2003 var Mori med på omslagsbilden till den svenska jazztidningen Orkestral Journalen.
I januari 2004 startade Mori tillsammans med Tom Sassa (VD.Spice of Life Inc.)Spice of Life Sweden HB. I mars 2005 var Mori med på omslagsbilden till den ryska jazztidningen ???.